# Sphex abyssinicus
Sphex abyssinicus là một loài côn trùng cánh màng trong họ Sphecidae, thuộc chi Sphex. Loài này được Arnold miêu tả khoa học đầu tiên năm 1928.